# Казбеківський район
Казбеківський район - муніципальний район в Дагестані.
Адміністративний центр - село Дилим.

## Географія
Розташований на північному заході Дагестана на кордоні з Чеченською республікою. Площа території - 560 км².

## Історія
22 листопада 1928 року 4 сесією ЦВК ДАССР 6 скликання приймається новий проєкт районування республіки. По ньому з колишньої Казбековської ділянки Хасав'юртівського округу утворений Казбеківський підкантон (у підпорядкуванні Хасав'юртівського кантону) з центром у с. Хубар. Постановою ЦВК ДАССР від 3.06.1929 р підкантон перейменований в підрайон. Постановою ВЦВК від 25.12.1930 року утворено Казбеківський район з центром в с. Дилим.
У 1944 році після депортації чеченців з Ауховського району до складу Казбеківського району були передані два чеченських населених пункти Юрт-Аух і Акташ-Аух перейменовані пізніше в Калінінаул і Ленінаул відповідно .

## Національний склад
Населення - 44 991 чоловік.
Нижче наводяться дані про національний склад району за даними Всеросійського перепису населення
 2010 року :
| Народ        | Чисельність, чол. | Частка від усього населення,% |
| ------------ | ----------------- | ----------------------------- |
| Аварці       | 36714             | 85,87%                        |
| Чеченці      | 4422              | 10,34%                        |
| Кумики       | 524               | 1,23%                         |
| Росіяни      | 287               | 0,67%                         |
| Даргинці     | 221               | 0,52%                         |
| Лакці        | 123               | 0,29%                         |
| Лезгини      | 100               | 0,23%                         |
| Інші         | 70                | 0,16%                         |
| Не зазначили | 291               | 0,68%                         |
| Усього       | 42752             | 100,00%                       |